# Corynoneura
Corynoneura is een muggengeslacht uit de familie van de Dansmuggen (Chironomidae).

## Soorten
- C. arctica Kieffer, 1923
- C. brevipennis Goetgebuer, 1935
- C. brundini Hirvenoja & Hirvenoja, 1988
- C. carriana Edwards, 1924
- C. celeripes Winnertz, 1852
- C. celtica Edwards, 1924
- C. coronata Edwards, 1924
- C. diara Roback, 1957
- C. edwardsi Brundin, 1949
- C. fittkaui Schlee, 1968
- C. gratias Schlee, 1968
- C. gynocera Tuiskunen, 1983
- C. lacustris Edwards, 1924
- C. lobata Edwards, 1924
- C. magna Brundin, 1949
- C. makarchenkorum Krasheninnikov, 2012

- C. marina Kieffer, 1924
- C. minuscula Brundin, 1949
- C. minuta Winnertz, 1846
- C. oxfordana Boesel and Winner, 1980
- C. prima Makarchenko & Makarchenko, 2006
- C. scutellata Winnertz, 1846
- C. taris Roback, 1957